# 清史 (中華民國)
| 中國二十四史 | 中國二十四史   | 中國二十四史 | 中國二十四史 | 中國二十四史 |
| 次序         | 書名           | 作者         | 作者         |              |
| 次序         | 書名           | 姓名         | 時代         |              |
| ------------ | -------------- | ------------ | ------------ | ------------ |
| 1            | 史记           | 司馬遷       | 西漢         |              |
| 2            | 汉书           | 班固         | 東漢         |              |
| 3            | 后汉书         | 范曄         | 劉宋         |              |
| 4            | 三國志         | 陈寿         | 西晋         |              |
| 5            | 晋书           | 房玄龄等     | 唐           |              |
| 6            | 宋书           | 沈约         | 蕭梁         |              |
| 7            | 南齐书         | 萧子显       | 蕭梁         |              |
| 8            | 梁书           | 姚思廉       | 唐           |              |
| 9            | 陈书           | 姚思廉       | 唐           |              |
| 10           | 魏书           | 魏收         | 北齐         |              |
| 11           | 北齐书         | 李百药       | 唐           |              |
| 12           | 周书           | 令狐德棻等   | 唐           |              |
| 13           | 南史           | 李延寿       | 唐           |              |
| 14           | 北史           | 李延寿       | 唐           |              |
| 15           | 隋书           | 魏徵等       | 唐           |              |
| 16           | 旧唐书         | 刘昫等       | 后晋         |              |
| 17           | 新唐书         | 欧阳修等     | 北宋         |              |
| 18           | 旧五代史       | 薛居正等     | 北宋         |              |
| 19           | 新五代史       | 欧阳修       | 北宋         |              |
| 20           | 宋史           | 脱脱等       | 元           |              |
| 21           | 辽史           | 脱脱等       | 元           |              |
| 22           | 金史           | 脱脱等       | 元           |              |
| 23           | 元史           | 宋濂等       | 明           |              |
| 24           | 明史           | 张廷玉等     | 清           |              |
| 相關         | 東觀漢記       | 劉珍等       | 東漢         |              |
| 相關         | 新元史         | 柯劭忞       | 民國         |              |
| 相關         | 清史稿         | 趙爾巽等     | 民國         |              |
| 相關         | 點校本二十四史 | 顧頡剛等     | 共和國       |              |

中華民國官修的《清史》是指1949年中華民國政府撤退到台湾以后，由官方出資進行大規模整修《清史》的工作，總計有三次：第一次由國防研究院主持，以關內本《清史稿》為藍本重新整理出版，定名為《清史》；第二次由國史館、國立故宮博物院合作，就關外本《清史稿》進行校註，完成《清史稿校註》；第三次由國史館依據《清史稿校註》，以及清代國史館檔案與清史館檔案，推動纂修的《新清史》。

## 清史

### 編撰過程
自《清史稿》完稿後，中華民國國民政府內部就有應重新編寫清史之聲，但因戰亂而無法實行。國府遷台之後，於民國43年（1954年）召開了第一屆國民大會。會上，一百多位代表聯名敦請中華民國政府延攬史家，從速編纂清史。其後，幾位監察委員於民國48年（1959年）又提出「敦促政府迅修清史案」。民國49年（1960年），在第一屆國民大會第3次會議上二百多位國大代表聯名提出「請政府迅速編成清史以維護文化傳統案」，針對當時中國大陸開始考慮纂修清史的新情況，聲稱「大陸確已著手編擬清史，顯有篡竊之企圖，故此事刻不容緩」。
在這一波波聲浪之下，中華民國總統兼國防研究院院長蔣中正終於同意纂修清史，並在國防研究院成立了「清史編纂委員會」，張其昀為主任，蕭一山為副主任，彭國棟任總編纂，但這部《清史》被定位為「獻禮工程」。張其昀決定於民國50年（1961年）「元旦出版第一册，雙十節出齊，以為慶祝五十年國慶之貢獻」，僅留給修史者一年的時間。
經過內部討論並徵求各方意見，國防研究院「清史編纂委員會」首先擬定了21條凡例，後來成為台版《清史》卷首的敘例。凡例中明確此《清史》將以《清史稿》為藍本，主要是修訂而非撰寫。之後修史人員明確各自分工，除23位編纂委員以外，又外聘了幾位專家參加撰稿和修訂工作，最後由主任並口總編纂負責統稿。一年後，全書告成，以國防研究院和中國文化研究所合作名義刊行《清史》，共計8冊。
該書除以《清史稿》（關內版）為藍本進行編纂外，以「正其謬誤，補其缺憾」，對《清史稿》的內容進行了部分訂正。一方面，史家修改用詞，使其筆法較為客觀。如書中有關明清戰爭的內容，《清史稿》中稱明朝「寇」、「犯」等字樣，一律修改為「攻」。其他如在行文中根據情況將「誅」改為「殺」、「僭號」改為「建號」，「為亂」改為「舉事」等。另一方面，增補了一些史事，改正了部分錯誤，這在紀、志、表、傳各部分中都有所體現。如本紀中，史家根據《清實錄》等書的記載，對一些錯誤的時間記載加以修改，還增補了一些重要史料。《天文志》中增補了一些天象記錄，《災異志》中删除了一些荒誕不經的內容和並不罕見的三胞胎記錄等，其他地理、職官、藝文、邦交各志也有一些修訂。表的方面，對部分年表進行重新規劃，更正了《清史稿》原表中的幾千處錯誤，還重寫了《大學士年表》和《疆臣年表》的序言。傳的方面，《后妃傳》中不再避諱，客觀記錄了清代帝王誕生後的名字，如「太祖生」改為「生努爾哈赤」、「太宗生」改為「生皇太極」等等，又删除了宣統退位後在民國年間給予舊臣的封號、謚號，其他各傳增訂或改正的地方還有很多。
其次，還新編了《南明紀》、《明遺臣列傳》、《鄭成功載記》、《洪秀全載記》和《革命黨人列傳》。這部分內容大多源於國府撤台引發的政治需要和學術興趣，雖然由於政治取向問題使得某些史評未必客觀，但台灣學者對這一部分下了很大工夫。他們廣泛收集史料，增補了許多史實。從彭國棟《清史纂修紀實》一文所見，僅《南明紀》就引用了五十五種史料，《鄭成功載記》亦引用數十種。僅從保存大量史料這一點來看，就有其史學價值。
但從總體上看，台版《清史》未能擺脫原著弊病，錯漏層出，劉振東曾義憤填膺地三次質詢。身為總編纂的彭國棟自己也承認，台版《清史》十分之八沿用《清史稿》，因倉促付印，沒有時間詳加考證，該書本紀中的時間錯誤還有許多地方沒有修正。又如《天文志》中正文與附表內容不符，《清史稿·地理志》中原來就缺少的察哈爾一卷仍沒有補入等等。諸如此類問題，不一而足。即使是修史者本身非常重視的新編部分也有問題，有些提法在清史範疇裡顯得不倫不類、有些地方不合體例。例如《革命黨人列傳》四卷，第一、二卷是編年體，第三、四卷是傳記體，名為列傳並不合適。此問題雖被提前發現，但是因為該書的目錄早已印出，為了前後一致而沒有更名，造成了名實不符的錯誤。
台版《清史》留下的諸多遺憾，除了當時台灣缺乏清廷檔案文獻資料、修史條件並不理想等客觀因素外，和主事者未按學術規律修史，忙與大陸纂修清史搶時間、打造「獻禮工程」有著很大關係。短短一年時間，無論如何也編不出一部規模宏大、能夠涵蓋近三百年史事的學術精品。此前只有同樣為人詬病的《元史》編纂如此倉促，無怪乎張其昀在台版《清史》序中聲明「依新史學之體例與風格，網羅有清一代文獻，完成理想中之新清史，則寄厚望於後來之作家」。

### 卷次說明
全書共有550卷，包括本紀25卷、志136卷、表53卷、列傳315卷，補編21卷，為《清史稿》關內版的改訂本。刪除了反對、誣蔑中华民国的記載。補編包含南明紀（5卷，以南明政權人物為主）、明遺臣列傳（2卷，以反清的明朝舊臣為主）、鄭成功載記（2卷，以台灣鄭氏政權人物為主）、洪秀全載記（8卷，以太平天國人物為主）、革命黨人列傳（4卷、以反清的革命家為主）
- 卷530　補編一　南明紀一 安宗皇帝本紀
- 卷531　補編二　南明紀二 紹宗皇帝本紀
- 卷532　補編三　南明紀三 永曆皇帝本紀
- 卷533　補編四　南明紀四 魯監國載記
- 卷534　補編五　南明紀五 唐王載記
- 卷535　補編六　明遺臣列傳一 應廷吉、凌駉、傅冠、黎遂球、龔棻、姚奇胤、李模、喬可聘、金堡、李乾德、顧錫疇、顧咸建、唐自彩、盧象觀、魯可藻、郭之奇、任國璽、董守諭、吳炳、洪育鼇
- 卷536　補編七　明遺臣列傳二 張同敞、張煌言 葉振名 張名振 王翊、李定國、李元胤、焦璉、王祥、楊展、沐天波、徐孚遠、盧若騰 沈佺期 許吉璟、陳永華
- 卷537　補編八　鄭成功載記一
- 卷538　補編九　鄭成功載記二
- 卷539　補編十　洪秀全載記一
- 卷540　補編十一　洪秀全載記二
- 卷541　補編十二　洪秀全載記三
- 卷542　補編十三　洪秀全載記四
- 卷543　補編十四　洪秀全載記五
- 卷544　補編十五　洪秀全載記六
- 卷545　補編十六　洪秀全載記七
- 卷546　補編十七　洪秀全載記八
- 卷547　補編十八　革命黨人列傳一
- 卷548　補編十九　革命黨人列傳二
- 卷549　補編二十　革命黨人列傳三 陸皓東、程奎光、史堅如、山田良政、楊衢雲、鄭士良、畢永年、王漢、劉敬安、朱子龍、鄒容、吳樾、陳天華、姚洪業、禹之謨、馬福益、劉道一、魏宗銓、楊卓林、徐錫麟、陳伯平、馬宗漢、秋瑾、秦力山、楊振鴻、熊成基、薛哲、范傳甲
- 卷550　補編二十一　革命黨人列傳四 倪映典、溫生才、喻培倫、林文、宋玉琳、方聲洞、林覺民、李文甫、趙聲、楊篤生

## 清史稿校註
1978年至1984年，在史學家錢穆、蔣復璁等人的倡議下，由國史館與國立故宮博物院合作，陸續出版了《清史稿校註》十五冊，另附錄一冊。該書採取「不動原文，以稿校稿，以卷校卷」的方法，就關外本《清史稿》進行校註，在基本上不更動《清史稿》原文下，取兩館所藏清代檔案官書以及各類官私史料等，進行檢校、查考、補註與訂正，其校註處皆清楚註明出處與所引文字資料。《清史稿校註》除對《清史稿》具有補正效果外，對讀者而言，檢索是書更可管窺兩館所藏珍貴史料，故深獲研究者之肯定。

### 體例
1. 「清史稿」校註，對原文不予更動，僅就其有問題之處，加以查證校正簽註。
2. 「清史稿」原文，未加句讀。茲特依照文意，悉加標點；並就其紀、志、表、傳，分別編訂體例，或空行，或提行，以利閱讀。
3. 凡遇原文有謬訛、失當或脫漏，及重出衍詞之處，均用「以稿校稿」，「以卷校卷」方式，加以校簽。
4. 凡遇立場或史法、史筆有欠公正允當之處，悉加簽釋，以正觀感。
5. 凡遇原文有印刷錯誤，或原文稿件抄錄謬訛之處，則逕予校簽；其有有關書籍可資查考者，則仍引述署名，加以說明。
6. 凡遇人物傳、記、表、志中名、字、誕生、出身、經歷、除、署、陞、轉、降、黜、刑、賞、憂、卒、予謚、賜祭等項，敘述有歧異，或可疑之處，則依有關史料校正簽註之。
7. 凡遇戰、亂、征、勦、賑恤、蠲免、交涉、聘問等史實經過，及時日、地點敘述有歧異或可疑之處，照前條辦理之。
8. 凡遇國內地名敘述誤謬者，則依據地理志及省縣志書校正之。
9. 凡遇確有脫漏、誤謬，或意義不明之詞句而無法查明原文者，則加用「疑作……」等字樣，以示存疑。

## 新清史
1991年以後，國史館擬依據《清史稿校註》，以及清代國史館檔案與清史館檔案，繼續推動纂修《新清史》的計劃，國史館清史組先後完成全部的〈本紀〉及部分的〈志〉，並印製成書。
2000年中華民國政府政黨輪替以後，政府對國史的內涵重新定位，將國史館的工作重心轉移至臺灣史，新修清史的計劃無疾而終。
2020年10月，總統府主管（不含中央研究院）110年度單位預算評估報告提到，國史館不應編纂官方歷史，認為民主時代不應該有所謂「官史」或「正史」，由政府制定單一史觀之正史、評斷歷史定位，顯然無法具備客觀性或權威性，也無法取信於民。根據國史館網站簡介，目前工作重心為民國史料維護與歷史文化推廣，未見新修清史計畫。

### 卷次說明
全書預定600卷，1000萬字，已完成的有本紀33卷。志方面，可見的有〈地理志〉27卷及〈禮志〉12卷、〈樂志〉8卷（以上皆內部印行本，未在市場發售）。獨立出版的有王恢主編的《新清史地理志圖集》。
- 本紀：〈太祖本紀〉1卷、〈太宗本紀〉2卷、〈世祖本紀〉2卷、〈聖祖本紀〉4卷、〈世宗本紀〉2卷、〈高宗本紀〉6卷、〈仁宗本紀〉2卷、〈宣宗本紀〉3卷、〈文宗本紀〉2卷、〈穆宗本紀〉3卷、〈德宗本紀〉5卷、〈宣統本紀〉1卷。
- 志：〈地理志〉27卷、〈禮志〉12卷、〈樂志〉8卷。

- 卷01　本紀一　太祖本紀 （萬曆十四年至天命十一年）
- 卷02　本紀二　太宗本紀一 （天聰元年至十年）
- 卷03　本紀三　太宗本紀二 （崇德元年至八年）
- 卷04　本紀四　世祖本紀一 （順治元年至七年）
- 卷05　本紀五　世祖本紀二 （順治八年至十八年）
- 卷06　本紀六　聖祖本紀一 （康熙元年至十五年）
- 卷07　本紀七　聖祖本紀二 （康熙十六年至三十年）
- 卷08　本紀八　聖祖本紀三 （康熙三十一年至四十五年）
- 卷09　本紀九　聖祖本紀四 （康熙四十六年至六十一年）
- 卷10　本紀十　世宗本紀一 （雍正元年至六年）
- 卷11　本紀十一　世宗本紀二 （雍正七年至十三年）
- 卷12　本紀十二　高宗本紀一 （乾隆元年至十年）
- 卷13　本紀十三　高宗本紀二 （乾隆十一年至二十年）
- 卷14　本紀十四　高宗本紀三 （乾隆二十一年至三十年）
- 卷15　本紀十五　高宗本紀四 （乾隆三十一年至四十年）
- 卷16　本紀十六　高宗本紀五 （乾隆四十一年至五十年）
- 卷17　本紀十七　高宗本紀六 （乾隆五十一年至六十年）
- 卷18　本紀十八　仁宗本紀一 （嘉慶元年至十二年）
- 卷19　本紀十九　仁宗本紀二 （嘉慶十三年至二十五年）
- 卷20　本紀二十　宣宗本紀一 （道光元年至十年）
- 卷21　本紀二十一　宣宗本紀二 （道光十一年至二十年）
- 卷22　本紀二十二　宣宗本紀三 （道光二十一年至三十年）
- 卷23　本紀二十三　文宗本紀一 （咸豐元年至五年）
- 卷24　本紀二十四　文宗本紀二 （咸豐六年至十一年）
- 卷25　本紀二十五　穆宗本紀一 （同治元年至三年）
- 卷26　本紀二十六　穆宗本紀二 （同治四年至八年）
- 卷27　本紀二十七　穆宗本紀三 （同治九年至十三年）
- 卷28　本紀二十八　德宗本紀一 （光緒元年至七年）
- 卷29　本紀二十九　德宗本紀二 （光緒八年至十四年）
- 卷30　本紀三十　德宗本紀三 （光緒十五年至二十一年）
- 卷31　本紀三十一　德宗本紀四 （光緒二十二年至二十八年）
- 卷32　本紀三十二　德宗本紀五 （光緒二十九年至三十四年）
- 卷33　本紀三十三　宣統本紀 （宣統元年至三年）

- 卷　　地理一　直隸
- 卷　　地理二　奉天
- 卷　　地理三　吉林
- 卷　　地理四　黑龍江
- 卷　　地理五　江蘇
- 卷　　地理六　安徽
- 卷　　地理七　山西
- 卷　　地理八　山東
- 卷　　地理九　河南
- 卷　　地理十　陝西
- 卷　　地理十一　甘肅
- 卷　　地理十二　浙江
- 卷　　地理十三　江西
- 卷　　地理十四　湖北
- 卷　　地理十五　湖南
- 卷　　地理十六　四川
- 卷　　地理十七　福建
- 卷　　地理十八　臺灣
- 卷　　地理十九　廣東
- 卷　　地理二十　廣西
- 卷　　地理二十一　雲南
- 卷　　地理二十二　貴州
- 卷　　地理二十三　新疆
- 卷　　地理二十四　內蒙古
- 卷　　地理二十五　外蒙古
- 卷　　地理二十六　靑海
- 卷　　地理二十七　西藏
- 卷　　禮一　吉禮一
- 卷　　禮二　吉禮二
- 卷　　禮三　吉禮三
- 卷　　禮四　吉禮四
- 卷　　禮五　吉禮五
- 卷　　禮六　吉禮六
- 卷　　禮七　嘉禮一
- 卷　　禮八　嘉禮二
- 卷　　禮九　軍禮
- 卷　　禮十　賓禮
- 卷　　禮十一　凶禮一
- 卷　　禮十二　凶禮二
- 卷　　樂一
- 卷　　樂二
- 卷　　樂三　樂章一
- 卷　　樂四　樂章二
- 卷　　樂五　樂章三
- 卷　　樂六　樂章四
- 卷　　樂七　樂章五
- 卷　　樂八

## 外部連結
- 從立法委員質詢案看台灣版《清史》的得與失 （页面存档备份，存于）（趙晨嶺）
- 台灣版《清史》一年速成 筆墨官司幾上幾下 清史稿全文 （页面存档备份，存于）
- 《新清史》－本紀（中華民國國史館）
- 中華文史網